# Rosalie Cunningham

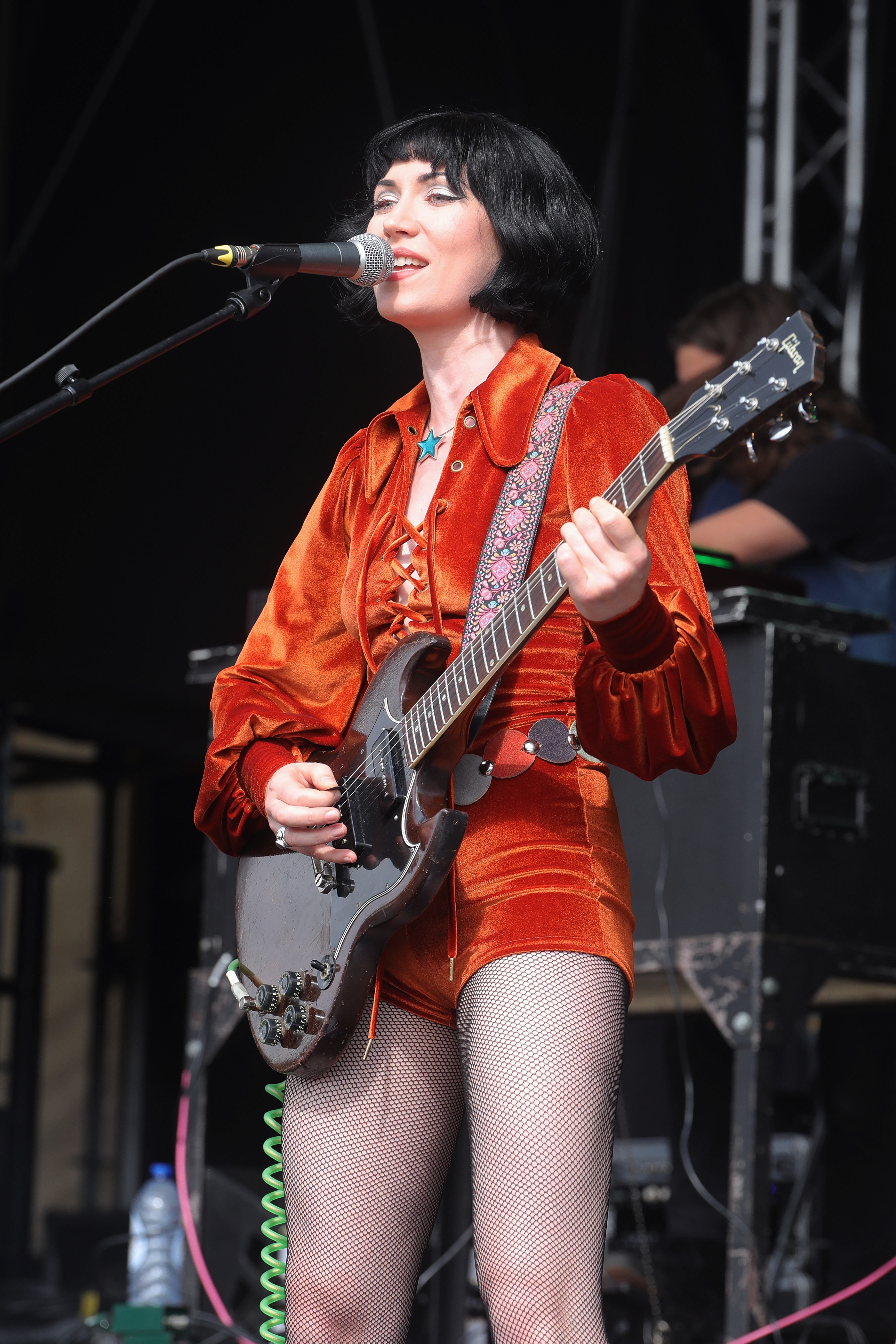
Rosalie Cunningham, 2022

Rosalie Cunningham (* 25. April 1990 in Southend-on-Sea, Großbritannien) ist eine britische Singer-Songwriterin. Von 2011 bis 2017 war sie Frontfrau der von ihr gegründeten Rockband Purson. 

## Biografie
Rosalie Cunningham gründete im Jahr 2007 als 16-Jährige die psychedelische Rockband Ipso Facto als Frauen-Quartett. Die Band nahm in den Jahren 2007 bis 2009 vier Singles auf, deren Songs alle von Cunningham geschrieben wurden.
Nach der Auflösung von Ipso Facto im Jahr 2009
beteiligte sich Cunningham an anderen Musikprojekten. Unter anderem war sie Backgroundsängerin bei The Last Shadow Puppets und Magazine, wo sie bei Konzerten auch auf der Bühne stand. 2010 spielte sie bei These New Puritans die Tasteninstrumente. 2012 trat sie als Gitarristin mit Willy Moon als Vorgruppe bei der Großbritannien-Tour von Jack White auf. Bei dem im Jahr 2013 veröffentlichten Album The Last Spire von Cathedral war sie Backgroundsängerin.
2011 gründete Rosalie Cunningham die Rockband Purson, deren Musik sich dem Genre des Psychedelic Rock und Stoner Rock zuordnen lässt. Im April 2017 gab sie die Auflösung der Band bekannt, nachdem die Band den Abschiedssong Chocolate Money veröffentlicht hatte.
2018 teilte Rosalie Cunningham mit, dass sie seit der Auflösung von Purson im April 2017 umfangreiches Songmaterial geschrieben hat und nach Bandmitgliedern sucht, um diese Musik zu spielen und aufzunehmen. Im Juli 2018 hatte sie erste Auftritte, unter anderem beim Cambridge Rock Festival, mit mehreren Musikern, darunter George Hudson von der Vorgängerband Purson.
Im Januar 2023 wählten Leser des PROG-Magazins sie zur Sängerin des Jahres.

## Diskografie
mit Ipso Facto
Singles
- Harmonise/Balderdash
- Ears And Eyes
- Six And Three Quarters/Circle Of Fifths
- IF...

mit Purson
Alben
- The Circle and the Blue Door (Rise Above/Metal Blade), April 2013
- Desire's Magic Theatre (Spinefarm Records), April 2016

Solo
Alben
- Rosalie Cunningham (Cherry Red Records), Juli 2019
- Two Piece Puzzle (Cherry Red Records), Februar 2022
- To Shoot Another Day (Esoteric Antenna/Cherry Red/Tonpool), 2024